# Américo Boavida
Américo Alberto de Barros e Assis Boavida (Luanda, 20 de novembro de 1923 - Bundas, 25 de setembro de 1968) foi um médico, futebolista e activista político angolano.

## Biografia
Filho de Joaquim Fernandes Alves Boavida e de Acília Van-Dunem de Assis, Américo Boavida viveu a sua infância na Ingombota e frequentou o Liceu Salvador Correia. 
Em 1945 partiu para Portugal para atuar como futebolista, jogando até 1947, defendendo a camisa do Futebol Clube do Porto. Na temporada 1946–1947 marcou 11 vezes, jogando dez partidas, um desempenho fabuloso, tendo notável participação no jogo contra o Vitória de Setúbal, partida vencida pelo Porto por 5 a 0, com todos os golos marcados por Américo Boavida. Nesta temporada teve o privilégio de jogar com seu irmão, Diógenes Boavida.
Em 1947 inicia sua licenciatura em medicina, qua concluiria cinco anos mais tarde, na Faculdade de Medicina da Universidade do Porto. Em 1953, em Lisboa, especializou-se em medicina tropical, no Instituto de Medicina Tropical de Lisboa, e em Saúde Pública, no Instituto Nacional de Saúde Dr. Ricardo Jorge. Em 1954 fez o seu estágio em ginecologia na Faculdade de Medicina da Universidade de Barcelona, em Espanha.
Regressado a Angola em 1955, começou a exercer medicina por conta própria, ficando conhecido por receber no seu consultório pacientes de condição social desfavorecida. Em Luanda conheceu Maria da Conceição Deolinda Dias Jerónimo com quem casou em Lisboa em 1958. Após nova passagem por Barcelona, em 1960 partiu para Paris para um estágio de três meses na Clínica Ginecológica do reputado Hospital Broca, ligado à Universidade de Paris.
Enquanto na universidade interessou-se pelas ideias nacionalistas. Assim, partiu para a capital da República da Guiné, Conacri, para participar no primeiro Comité Director do Movimento Popular de Libertação de Angola (MPLA), junto com Viriato da Cruz, Mário Pinto de Andrade e Lúcio Lara, sendo escolhido para dirigir o Corpo Voluntário Angolano de Assistência aos Refugiados (CVAAR) que, em 1961, foi criado em Quinxassa, capital da República Democrática do Congo.
Em 1963 — profundamente abalado por uma grave crise no seio da direcção do MPLA — abandonou Quinxassa fixando-se em Rabate, capital de Marrocos, onde residiu durante quase três anos. O médico manteve uma intensa actividade profissional e de reflexão, escrevendo o livro Angola, cinco séculos de exploração portuguesa. Em 1965 cumpriu um estágio no Instituto Checoslovaco de Aperfeiçoamento de Médicos, em Praga, e, no ano seguinte, fez um curso de pós-graduação em planeamento familiar em Estocolmo, onde participou como delegado ao 5.º Congresso Mundial sobre Fertilidade e Esterilidade. A 13 de Outubro de 1966, nasceu o seu único filho Mudumane Diógenes Van-Dúnem Boavida.
Regressando a África, em 1967 fixou-se em Brazavile, capital da República do Congo. Respondendo a um apelo lançado pela direcção do MPLA para a abertura da Frente Leste na Guerra de Independência de Angola, Américo Boavida, acompanhado pelo comandante Hoji-ya-Henda, deslocou-se para a nova frente de combate, onde desenvolveu uma extenuante acção médico-sanitária em vastas regiões do Moxico e do Cuando-Cubango, organizando os Serviços de Assistência Médica do MPLA.
Na manhã do dia 25 de setembro de 1968, Américo Boavida foi vitimado por um bombardeamento aéreo do exército português à "Base Hanói II" do MPLA, onde se encontrava, perto do rio Luati e da floresta de Cambule, no Moxico.

## Vida pessoal
Foi casado até sua morte com a luso-angolana Maria da Conceição Deolinda Dias Jerónimo Boavida, professora, jornalista e activista feminista. Américo Boavida era irmão do advogado Diógenes Boavida, que posteriormente tornou-se Ministro da Justiça.

## Homenagens e reconhecimento
O nome de Américo Boavida é hoje associado ao Hospital Universitário de Luanda, em Rangel, e também à rua onde morava em Ingombota. A data da sua morte foi escolhida para institucionalizar em Angola o "Dia Nacional do Trabalhador da Saúde".